# گرابووو (راژانگ)
گرابووو (به صربی: Grabovo) یک منطقهٔ مسکونی در صربستان است که در ناحیه نیشاوا واقع شده‌است. گرابووو ۱۹۳ نفر جمعیت دارد.